# Roca Longlow
La roca Longlow es un islote rocoso ubicado un kilómetro frente a la costa este de la isla Jorge, en las islas Sandwich del Sur. Se encuentra 2 kilómetros al sursudoeste de la punta Pescadora.

## Historia
Fue cartografiado en 1930 por el personal británico de Investigaciones Discovery a bordo del RRS Discovery II, colocándole su nombre por su forma. No existe un nombre oficial en la toponimia argentina del archipiélago.
El islote nunca fue habitado ni ocupado, y como el resto de las Sandwich del Sur son reclamados por el Reino Unido que la hace parte del territorio británico de ultramar de las Islas Georgias del Sur y Sandwich del Sur, y por la República Argentina, que la hace parte del departamento Islas del Atlántico Sur dentro de la provincia de Tierra del Fuego, Antártida e Islas del Atlántico Sur.